# 親密さ (小説)
『親密さ』（しんみつさ、原題：Intimacy）は、アメリカの小説家レイモンド・カーヴァーの短編小説。

## 概要
『エスクァイア』1986年8月号に掲載された。1988年5月刊行の精選作品集『Where I'm Calling From: New and Selected Stories』（アトランティック・マンスリー・プレス）と1988年8月4日刊行の短編集『Elephant and Other Stories』（コリンズ・ハーヴィル社）に収録された。
日本語版は『THE COMPLETE WORKS OF RAYMOND CARVER 6 象／滝への新しい小径』（中央公論社、1994年3月7日）が初出。翻訳は村上春樹。全集第6巻はその後、「村上春樹翻訳ライブラリー」シリーズで『象』（中央公論新社、2008年1月10日）と『滝への新しい小径』（同社、2009年1月10日）の2冊に分かれて出版された。
村上は上記『象／滝への新しい小径』（中央公論社）の解題で以下のように述べている。
「もちろん私小説ではないから、実際にあった話ではないだろうが、レイ・カーヴァーの私生活を知る人なら、書かれた内容があまりにもリアルで克明に現実に即しているので、言葉を失って深く考え込むことになる。最初に『エスクァイア』でこの作品を読んだとき、いったいレイモンド・カーヴァーに何が起こっているんだろうと僕は真剣に心配した」

## あらすじ
仕事の用事で西部に旅行することになった「私」は、別れた妻が住んでいる町に立ち寄る。別れた妻とは4年も会っていなかったが、「私」は自分の書いたものが活字になったり、あるいはインタビュー記事などが雑誌などに出たりすると、そのたびに彼女のところに送っていた。
彼女は驚いた様子もなく「私」を家に入れてくれる。
彼女は言う。あなたが昔のことを語るときに、苦しい時代、悪い時代のことを忘れてくれないかしら。楽しい時代だってあったでしょうよ？ あんなことばかり書いてほしくないのよ。あの手の話はもううんざり。世間があなたについて言っていることを、自分ではまさか信じてなんかいないわよね。
彼女は言う。あなた、私にいったい何を求めているの。血が欲しいの？ 私の血がもっと欲しいの？ これまでにもう十分持っていったと思うんだけどね。